# Michael Schanze
Michael Schanze (Tutzing, 15 januari 1947) is een Duitse schlagerzanger, acteur, presentator, componist en schrijver.

## Carrière in de muziek
Michael Schanze is de zoon van Artur Schanze, de leider van het radio-orkest. Zijn muzikale opleiding genoot hij in het Windsbacher Knabenchor en door klassieke pianoles. Na zijn examen in 1966 richtte hij zijn Quarter Deck Combo op en werd daarbij door een platenproducent ontdekt. Zijn eerste single Ich bin kein Lord leidde tot meerdere opnamen en ook noteringen in de Duitse hitparades met de nummers Ich hab' dich lieb, Oh wie wohl ist mir en Wer dich sieht, hat dich lieb. Voor de ARD-Fernsehlotterie zong hij het titellied Schalt mal dein Herz auf Empfang (1978). In 1989 ontving hij voor de met het Duitse nationale elftal voor het wereldkampioenschap in Spanje opgenomen lp Olé España een Gouden Plaat. Daarna volgden voornamelijk muzikale producties voor kinderen onder het thema verkeersopvoeding en milieubescherming. In de jaren 90 was hij reeds eerder als componist voor zijn plaatproducties actief. In 2014 componeerde hij op de teksten van Christian Berg de muziek voor Eine Weihnachtsgeschichte, over de gierigaard Scrooge. De première van deze familiemusical vond plaats in november 2014 in de Komödie Winterhuder Fährhaus in Hamburg.

## Carrière bij de televisie
In 1968 werd hij door de televisie gevraagd voor het SWF-programma Talentschuppen. In het begin van de jaren 1970 presenteerde hij bij de Beierse televisie voor de ARD twee jaar lang op zaterdag namiddag het weekendjournaal Mobile, waarna hij overging naar het ZDF, waar hij in 1972 zijn eigen personality-show Hätten Sie heut' Zeit für mich kreeg toegewezen met talrijke gasten. In 1973 presenteerde hij samen met Jean-Pierre Cassel het meertalige Gala du MIDEM in Cannes, de grootste muziekbeurs in Europa. Van 1977 tot 1985 presenteerde hij de kinderquiz 1, 2 of 3, de Duitse versie van Ren je Rot. Er volgden meerdere showseries en individuele uitzendingen. In 1978 nam hij deel met een trampoline-act aan de Gala de l'Union de l'Artistes in het Parijse Cirque d'Hiver.
In het midden van de jaren 1980 ging hij over naar de ARD met de meerdelige personality-show Die Michael Schanze Show en presenteerde hij de WDR-kinder- en jeugdserie Telefant. In 1988 presenteerde hij Flitterabend. In deze 90 minuten durende liveshows op zaterdagavond speelden pas getrouwde stellen voor een droomreis tijdens de wittebroodsweken. Vanaf 1991 produceerde hij Kinderquatsch mit Michael.

## Carrière als acteur
In 1970 behaalde Schanze zijn diploma aan de Hogeschool voor Televisie en Film in München en volgde ook toneelonderricht. Hij werkte mee aan verschillende Duitstalige bioscoopproducties. In de nieuwe verfilming Sie nannten ihn Krambambuli (1972) speelde hij een hoofdrol. In 2010 was hij te zien in enkele afleveringen van de tv-serie Dahoam is Daoham in de rol van Jürgen Weismüller.
Sinds 2002 is Michael Schanze in zowel boulevardkomedies alsook in serieuze rollen op het podium te zien. Regisseur en administrateur Hellmuth Matiasek haalde hem in 2007 als Gagler in Astutuli van Carl Orff naar het festival in het klooster Andechs. Voor de vertolking van Milchmann Tevje in Anatevka ontving hij in de zomer van 2012 de toeschouwersprijs als populairste acteur bij de Bad Hersfelder Festspielen (Zilveren Ring). Van 2012 tot 2014 speelde hij aan de opera Chemnitz de rol van circusdirecteur Obolski in Das Feuerwerk – O mein Papa. In 2013 keerde hij als Käpt'n Andy in de musical Show Boat terug naar de Bad Hersfelder Festspielen. In hetzelfde jaar startte zijn theatertournee met het stuk Othello darf nicht platzen aan de Komödie im Bayerischen Hof te München. Daarna volgde de podiumversie van de succesfilm Miss Daisy und ihr Chauffeur in een opvoering in Schlosshof Paderborn. In de zomer van 2015 was hij te bewonderen in Ein Fall für Pater Brown bij de Schlossfestspielen Neersen en vanaf augustus 2015 in een hoofdrol in de musical Der kleine Horrorladen in het Opernhaus des Theater Bonn.

## Privéleven
Michael Schanze is vader van drie zonen uit een vroeger huwelijk, dat werd ontbonden in 2000. Hij zet zich in zich voor diverse kinderhulporganisaties, zoals Plan International. Naar aanleiding van zijn liefdadigheidswerk op televisie, konden twee SOS-Kinderdorpen in Mexico en Bangladesh worden opgericht. Sinds decennia ondersteunt de enthousiaste golfer en zeiler ook de Lebenshilfe Starnberg, die zich inzet voor mensen met geestelijke en lichamelijke handicaps. Ook steunt hij diverse projecten voor kinderen.

## Sport
In 1977 behaalde Michael Schanze bij de kampioenschappen windsurfen op de Bahama's de 7e plaats.

## Onderscheidingen
- 1973: Gouden Bambi en zilveren medaille
- 1975: Bronzen Bravo Otto in de categorie tv-presentator
- 1980: Bambi
- 1980: Goldene Kamera
- 1984: De beste kinder-entertainer van Europa voor het kinderprogramma 1, 2 oder 3 door ETMA (European TV Magazines Association) in Cannes
- 1990: Bambi
- 1995: Duitse televisieprijs Telestar voor Flitterabend
- 1996: Nominatie voor de Adolf-Grimme-prijs voor Kinderquatsch mit Michael
- 1996: Nominatie voor de Gouden Roos van Montreux voor Wunderland
- 2012: Zilveren Ring voor Milchmann Tevje in Anatevka

## Discografie

### Singles
- 1968: Ich bin kein Lord / Es muss nicht Frühling sein
- 1970: Ich hab dich lieb
- 1971: Solang wir zwei uns lieben
- 1971: Wer dich sieht, hat dich lieb
- 1972: Oh wie wohl ist mir
- 1972: Sonntag im Zoo
- 1973: Wo du bist, will ich sein
- 1973: Ich lass dich nie mehr aus den Augen
- 1975: Du hast geweint
- 1975: Hell wie ein Diamant
- 1976: Nie mehr
- 1976: Es ist morgen und ich liebe dich noch immer
- 1977: Ich bin dein Freund
- 1978: Schalt mal dein Herz auf Empfang – Lied van de ARD-Fernsehlotterie
- 1978: Sonne scheint in alle Herzen
- 1979: Das Mädchen im Spiegel
- 1981: Wie ich dich liebe
- 1982: Olé España – met het Duitse voetbalelftal

### Studioalbums
- 1972: Ich hab' dich lieb
- 1972: Wo du bist, will ich sein
- 1974: Hätten Sie heut' Zeit für mich
- 1975: Hell wie ein Diamant
- 1975: Hätten Sie heut' Zeit für mich – Höhepunkte aus der gleichnamigen Fernseh-Sendung
- 1976: Musik ist Trumpf – Folge 1&2 '76
- 1977: Ich bin dein Freund
- 1979: Das neue Album
- 1982: Olé España
- 1983: Die schönsten Lieder der Weihnachtszeit
- 1984: Donald Duck's Geburtstagsparty
- 1991: Michael Schanzes klingender Adventskalender
- 1994: 18 Lieder für mehr Sicherheit im Straßenverkehr
- 1994: Michael Schanzes klingende Adventszeit
- 1994: 16 Lieder für mehr Sicherheit im Straßenverkehr – Folge 2
- 1994: Kinderquatsch mit Michael – Die schönsten Lieder aus der TV-Sendung
- 1996: Michael Schanze präsentiert Wunderland
- 1999: Rudolph mit der roten Nase – Soundtrack
- 2000: Wolke 7 – Kuschelsongs & Das Musikmärchen
- 2002: Rudolph mit der roten Nase 2 – Soundtrack

### Compilaties
- 1974: Die großen Erfolge
- 1976: Starportrait
- 1979: Star Discothek
- 1980: Michael Schanze
- 1981: Applaus für Michael Schanze

## Televisieshows
- 1971–1972: Mobile
- 1972–1978: Hätten Sie heut Zeit für mich?
- 1977–1985: 1, 2 oder 3
- 1979–1984: Hätten Sie heut' Zeit für uns?
- 1980–1982: Show-Express
- 1981–1988: Telezirkus (vier afleveringen)
- 1983–1992: Nur keine Hemmungen
- 1983-????: Start ins Glück
- 1984–1986: Die Michael Schanze-Show
- 1985–1988: Telefant
- 1988–1995: Flitterabend
- 1989- ####: Spiel ohne Grenzen
- 1991–2003: Kinderquatsch mit Michael
- 1996–1997: Wunderland
- 2004–2006: Wenn das kein Grund zum Feiern ist / Herzlichen Glückwunsch

## Filmografie

### Bioscoop
- 1971: Außer Rand und Band am Wolfgangsee, Regie: Franz Antel
- 1972: Sie nannten ihn Krambambuli, Regie: Franz Antel
- 1972: Die lustigen Vier von der Tankstelle, Regie: Franz Antel
- 1983: Laß das – ich haß' das, Regie: Horst Hächler

### Televisieseries
- 2010: Dahoam is Dahoam
- 2017: Um Himmels Willen

## Theater
- 1998: Jingle Bells – Revue in het Friedrichstadtpalast, Berlijn
- 2002: Miss Berlin, Komödie am Kurfürstendamm, Berlijn
- 2007: Astutuli, Carl Orff Festspiele, Klooster Andechs
- 2008: Kunst, Komödie im Marquardt, Stuttgart
- 2010: Halpern und Johnson, Schlosspark Theater, Berlijn
- 2010: Vier linke Hände, Komödie im Bayerischen Hof, München
- 2011: Der nackte Wahnsinn, Ernst-Deutsch-Theater, Hamburg
- 2012: Anatevka, Bad Hersfelder Festspiele
- 2012: 2014: Das Feuerwerk - O mein Papa, Oper Chemnitz
- 2013: Mein Vater, der Junggeselle, Komödie am Altstadtmarkt, Braunschweig
- 2013: Show Boat, Bad Hersfelder Festspiele
- 2013 + 2014: Othello darf nicht platzen, Komödie im Bayerischen Hof, München
- 2014: Miss Daisy und ihr Chauffeur, Schlosshof, Paderborn
- 2015: Ein Fall für Pater Brown, Schlossfestspiele Neersen
- 2015 + 2016: Der kleine Horrorladen, Opernhaus des Theater Bonn
- 2016 + 2017: Ein Herz aus Schokolade oder Das süße Leben des Monsieur Ledoux, Komödie Düsseldorf en Braunschweig
- 2017: Der zerbrochene Krug, Schlossfestspiele Neersen
- 2017 + 2018: Drei Männer im Schnee, Schlosstheater Neuwied en Kleines Theater Bad Godesberg
- 2018 + 2019: Kiss me, Kate, Opernhaus des Theater Bonn

### Werken
- 2014: Scrooge – Eine Weihnachtsgeschichte (muziek)
- 2018: Heidi – Das Musical (muziek, songteksten en draaiboek)
- 2021: Bambi – Das Musical für die ganze Familie (muziek, songteksten en draaiboek)

- Gemeinsame Normdatei: 120937603
- International Standard Name Identifier: 0000 0000 2404 712X
- Library of Congress Control Number: no2020118286
- MusicBrainz: 05034a26-8671-48d3-a9b7-e4eead5eedbc
- Nationale Bibliotheek van Tsjechië: mzk20241214855
- Virtual International Authority File: 5775229